# 延遲滿足
延遲滿足、延遲酬賞、延遲獎賞、延遲享樂（英語：deferred gratification, delayed gratification）指的是人「放棄眼前立即可獲得的獎賞，目的是為了獲得以後才實現的獎賞」的過程。一般而言，延遲滿足會和二種不同的獎賞有關，一種是立刻就會發生，但獎賞較小，另一種獎賞較晚才會發生，但較大，也較能持續。越來越多的文獻將延遲滿足的能力連結到其他正面的結果，包括學業成就、身體健康、心理健康及社交能力等。
要可以延遲滿足，也和其他的一些技能有關，例如耐心、衝動管理、自我管理及意志力，這些都和自制力有關。簡單來說，自制是指一個人可以調整自己，符合外在環境不同需求的能力。延遲的滿足和「延遲折扣」恰好相反，「延遲折扣」是「喜歡立即但較小的獎賞，勝過較大但較晚才會有的獎賞」，而且也有「獎賞的主觀價值會隨著接收者越晚收到而降低。」的意味，有理論認為延遲滿足的能力是受到認知-情感性格系統（CAPS）的控制。

## 與消費行為的關係
在人類情緒低落與消費購物的關聯上，「美國康乃爾大學經濟學家 Robert Frank 認為，要戰勝情緒低落挑起的購物衝動，關鍵還是在於自控：包括關於延遲滿足的兒童心理學研究『史丹福棉花糖實驗』以及各種後續研究等，都證明了願意用等待來換取更多獎賞的孩子，日後在學術及健康方面表現都較為優秀。因此，為了獲得持久的幸福，我們需要克服立即滿足的衝動。他提醒：『雖然很多人都難以辦到，但你應該把目光放遠，而非因衝動只著眼於目前。』」

另外，美國全國廣播公司（NBC）就曾訪問對消費心理素有研究的心理醫生 Mark Tobak，(曾出版 Anyone Can Be Rich!: A Psychiatrist Provides the Mental Tools to Build Your Wealth )，「Tobak 表示，無法延遲滿足和衝動傾向，均為人之常情，只不過諷刺的是，人愈窮情況就愈嚴重。個人理財網站 Bankrate 的調查發現，年賺少於 3 萬美元的美國人較其他收入等級者，多花 13% 於外出用膳、現調飲料及買彩票之上。
Tobak 解釋，財政緊絀的人會『抓住任何能夠找到的樂趣，寄望在這個不甚友善的世界中，為自己保住一些東西』。他又指，雖然一般認為，當人太窮就會想要囤積現金，然而現實正好相反。『隨著絕望加深，人會想冒更大的風險，而彩票正是個比儲蓄戶口更大的風險。』而事實上，無論有錢沒錢，也會受彩票吸引。『畢竟我們都因消費和冒險而產生激情。即使現在輸了，你在中獎時仍會得到累積下來的興奮。』」

## 文獻
1. ↑  Carducci, Bernardo J. . . John Wiley and Sons. 2009: 443–4. ISBN 978-1-4051-3635-8.
2. ↑  Doerr, Celeste E.; Baumeister, Roy F. did this on purpose because you can do this le.com/books?id=KPxfoCUUolsC&pg=PA71  请检查|chapterurl=值 (帮助). Maddux, James E.; Tangney, June Price  (编). . Guilford Press. 2011: 71–83. ISBN 978-1-60623-689-5.[]
3. ↑  Anokhin, Andrey P.; Golosheykin, Simon; Grant, Julia D.; Heath, Andrew C. . Behavior Genetics. 2010, 41 (2): 175–83. PMC 3036802 . PMID 20700643. doi:10.1007/s10519-010-9384-7.
4. ↑  Kross, Ethan; Mischel, Walter; Shoda, Yichi. . Maddux, James E.; Tangney, June Price  (编). . Guilford Press. 2011: 375–94  [2019-06-12]. ISBN 978-1-60623-689-5. （原始内容存档于2021-06-16）.
5. ↑  . *CUP. 2017-07-05  [2022-07-19]. （原始内容存档于2022-07-19） （美国英语）.
6. ↑  . *CUP. 2018-11-12  [2022-07-19]. （原始内容存档于2022-07-19） （美国英语）.